# Euchalcia italica
Euchalcia italica là một loài bướm đêm trong họ Noctuidae.